# Energimassage
Energimassage är en slags massage som också ofta kallas för den sittande massagen eller den offentliga massagen. Den lämpar sig att använda på offentliga platser eller på arbetsplatser då kunden har sina kläder kvar på kroppen. Massageformen har funnits i länder som Indien, Japan och Kina i tusentals år. Massagen utförs på personer som sitter i en speciell massagestol och tar cirka 20-25 minuter. 
Energimassagens syfte är att stimulera energiflödet i kroppen och samtidigt ha en stimulerande effekt, vilket leder till att den upplevs både vara avslappnande och uppiggande. Fokus i massagen ligger på akupunkturpunkterna längs de energikanaler som finns i kroppen där massören trycker på dessa punkter samt skakar, töjer och korrigerar musklerna i rygg och axlar. Massören använder många olika tekniker och massagen innehåller förutom rygg och axlar, även huvud, nacke, armar och händer. 